# Lijst van voetbalinterlands Azerbeidzjan - Israël
Deze lijst van voetbalinterlands is een overzicht van alle officiële voetbalwedstrijden tussen de nationale teams van Azerbeidzjan en Israël. De landen speelden tot op heden vijf keer tegen elkaar. De eerste ontmoeting, een kwalificatiewedstrijd voor het Europees kampioenschap voetbal 1996, werd gespeeld in Trabzon (Turkije) op 16 november 1994. Het laatste duel, een kwalificatiewedstrijd voor het Wereldkampioenschap voetbal 2014, vond plaats op 7 september 2013 in Ramat Gan.

## Wedstrijden
| № | Plaats    | Datum            | Competitie           | Wedstrijd             | Uitslag |
| - | --------- | ---------------- | -------------------- | --------------------- | ------- |
| 1 | Trabzon   | 16 november 1994 | EK 1996 kwalificatie | Azerbeidzjan – Israël | 0 – 2   |
| 2 | Tel Aviv  | 11 oktober 1995  | EK 1996 kwalificatie | Israël – Azerbeidzjan | 2 – 0   |
| 3 | Tel Aviv  | 18 februari 2004 | Vriendschappelijk    | Israël – Azerbeidzjan | 6 – 0   |
| 4 | Bakoe     | 7 september 2012 | WK 2014 kwalificatie | Azerbeidzjan − Israël | 1 − 1   |
| 5 | Ramat Gan | 7 september 2013 | WK 2014 kwalificatie | Israël − Azerbeidzjan | 1 − 1   |

## Samenvatting
| Competitie        | Totaal gespeeld | Winst Azerbeidzjan | Gelijk | Winst Israël | Doelsaldo Azerbeidzjan – Israël |
| ----------------- | --------------- | ------------------ | ------ | ------------ | ------------------------------- |
| WK-kwalificatie   | 2               | 0                  | 2      | 0            | 2 − 2                           |
| EK-kwalificatie   | 2               | 0                  | 0      | 2            | 4 − 0                           |
| Vriendschappelijk | 1               | 0                  | 0      | 1            | 6 − 0                           |
| Totaal            | 5               | 0                  | 2      | 3            | 12 − 2                          |

Wedstrijden bepaald door strafschoppen worden, in lijn met de FIFA, als een gelijkspel gerekend.
AFFA · A-internationals · Bondscoaches · Statistieken · Azerbeidzjaans vrouwenelftal · Azerbeidzjan U21 · Azerbeidzjan U20 · Azerbeidzjan U19 · Azerbeidzjan U18 · Azerbeidzjan U17 · Azerbeidzjan U16
1992 – 1999 ·
2000 – 2009 ·
2010 – 2019 ·
2020 − 2029
1992 · 
1993 · 
1994 · 
1995 · 
1996 · 
1997 · 
1998 · 
1999 · 
2000 · 
2001 · 
2002 · 
2003 · 
2004 · 
2005 · 
2006 · 
2007 · 
2008 · 
2009 · 
2010 · 
2011 · 
2012 · 
2013 · 
2014 · 
2015 · 
2016 · 
2017 ·
2018 ·
2019 ·
2020 ·
2021 ·
2022 ·
2023 ·
2024
Albanië ·
Andorra ·
Bahrein ·
België ·
Bosnië en Herzegovina · 
Bulgarije ·
Canada ·
Cyprus ·
Duitsland ·
Engeland ·
Estland ·
Faeröer ·
Filipijnen ·
Finland ·
Frankrijk ·
Georgië ·
Honduras ·
Hongarije ·
Ierland ·
IJsland ·
India ·
Irak ·
Iran ·
Israël ·
Italië ·
Japan · 
Jordanië ·
Kazachstan ·
Kirgizië · 
Koeweit · 
Kosovo · 
Kroatië · 
Letland ·
Liechtenstein ·
Litouwen ·
Luxemburg ·
Malta ·
Moldavië ·
Mongolië ·
Montenegro ·
Noord-Ierland ·
Noord-Macedonië ·
Noorwegen ·
Oekraïne ·
Oezbekistan ·
Oman ·
Oostenrijk ·
Palestina ·
Polen ·
Portugal ·
Qatar ·
Roemenië ·
Rusland ·
San Marino ·
Saoedi-Arabië ·
Servië ·
Servië en Montenegro ·
Singapore ·
Slovenië ·
Slowakije ·
Spanje ·
Tadzjikistan · 
Trinidad en Tobago · 
Tsjechië ·
Turkije · 
Turkmenistan · 
Verenigde Arabische Emiraten ·
Verenigde Staten ·
Wales ·
Wit-Rusland ·
Zwitserland ·
Zweden
IFA · A-internationals · Kwalificatiewedstrijden · Bondscoaches · Statistieken · Israëlisch vrouwenelftal · Olympisch elftal · Israël U21 · Israël U20 · Israël U19 · Israël U18 · Israël U17 · Israël U16
1934 – 1939 · 
1940 – 1949 · 
1950 – 1959 · 
1960 – 1969 · 
1970 – 1979 · 
1980 – 1989 · 
1990 – 1999 · 
2000 – 2009 · 
2010 – 2019 ·
2020 − 2029
WK 1970
1934 · 
1935–1937 · 
1938 · 
1939 · 
1948 · 
1941–1947 · 
1948 · 
1949 · 
1950 · 
1951–1952 · 
1953 · 
1954 · 
1955 · 
1956 · 
1957 · 
1958 · 
1959 · 
1960 · 
1961 · 
1962 · 
1963 · 
1964 · 
1965 · 
1966 · 
1967 · 
1968 · 
1969 · 
1970 · 
1971 · 
1972 · 
1973 · 
1974 · 
1975 · 
1976 · 
1977 · 
1978 · 
1979 · 
1980 · 
1981 · 
1982 · 
1983 · 
1984 · 
1985 · 
1986 · 
1987 · 
1988 · 
1989 · 
1990 · 
1991 · 
1992 · 
1993 · 
1994 · 
1995 · 
1996 · 
1997 · 
1998 · 
1999 · 
2000 · 
2001 · 
2002 · 
2003 · 
2004 · 
2005 · 
2006 · 
2007 · 
2008 · 
2009 · 
2010 · 
2011 · 
2012 · 
2013 · 
2014 · 
2015 ·
2016 ·
2017 ·
2018 ·
2019 ·
2020 ·
2021 ·
2022 ·
2023
Albanië · 
Andorra ·
Argentinië ·
Armenië ·
Australië ·
Azerbeidzjan ·
België ·
Bosnië en Herzegovina ·
Brazilië ·
Bulgarije ·
Chili ·
Colombia ·
Cyprus ·
Denemarken ·
Duitsland ·
Engeland ·
Estland ·
Ethiopië ·
Faeröer ·
Filipijnen ·
Finland ·
Frankrijk ·
Georgië ·
GOS ·
Griekenland ·
Guatemala ·
Honduras ·
Hongarije ·
Hongkong ·
Ierland ·
IJsland ·
India ·
Iran ·
Italië ·
Ivoorkust ·
Japan ·
Joegoslavië ·
Kosovo ·
Kroatië ·
Letland ·
Liechtenstein ·
Litouwen ·
Luxemburg ·
Maleisië ·
Malta ·
Mexico ·
Moldavië ·
Montenegro ·
Myanmar ·
Nederland ·
Nieuw-Zeeland ·
Noord-Ierland ·
Noord-Macedonië ·
Noorwegen ·
Oekraïne ·
Oezbekistan ·
Oostenrijk ·
Pakistan ·
Polen ·
Portugal ·
Roemenië ·
Rusland ·
San Marino ·
Schotland ·
Servië ·
Singapore ·
Slovenië ·
Slowakije ·
Sovjet-Unie ·
Spanje ·
Taiwan ·
Thailand ·
Tsjechië ·
Turkije ·
Uruguay ·
Verenigde Staten ·
Wales ·
Wit-Rusland ·
Zambia ·
Zuid-Afrika ·
Zuid-Korea ·
Zuid-Vietnam ·
Zweden ·
Zwitserland